# Alberto Giuliatto
Alberto Giuliatto (ur. 17 września 1983 w Treviso) – włoski piłkarz występujący na pozycji obrońcy. Obecnie gra w drużynie Lecce.

## Kariera piłkarska
Alberto Giuliatto jest wychowankiem Treviso. W 2001 trafił do drużyny Belluno, gdzie grał przez cztery sezony – w Serie D i C2. Następnie powrócił do Treviso i zadebiutował w Serie A – 18 września 2005 w spotkaniu z S.S. Lazio. Treviso jednak spadło do Serie B, a w styczniu 2007 Giuliatto podpisał kontrakt z US Lecce.